# Antonio Soria
Antonio Soria Alemany (Albacete, 1967) est un pianiste, professeur de piano, de musique de chambre, d'orgue et de théorie. 

## Biographie
Il reçoit sa première éducation musicale au conservatoire de Liceu de Barcelone, sous la direction de Ramón Coll et au Conservatoire de Bordeaux en France, avec l'organiste Francis Chapelet. En outre, il étudie avec Vlado Perlemuter, Maria João Pires, Joaquín Achúcarro et Germaine Mounier, qui l'ont influencé de façon importante dans sa carrière, ainsi que les pianistes Walid Akl, Alexis Weissenberg et Alicia de Larrocha. En tant que pianiste du « Duo Reinecke », en 1994, Antonio Soria remporte le concours « Paper de Música de Capellades » à unanimité d'un jury présidé par le chef d'orchestre Antoni Ros Marbà. Antonio Soria est docteur en Esthétique et Créativité musicale et Diplômé de l'Université de Valence.
Alicia de Larrocha lui a prêté un soutien lors de l'enregistrement de l'intégrale de l'œuvre pour piano de Joaquín Turina, réalisée par Antonio Soria en première mondiale, en seize disques, primée plusieurs fois et qualifiée d'intégrale historique par Alicia de Larrocha, qui l'invite personnellement à donner une classe de maître à l'Académie Granados-Marshall de Barcelone, lors du centenaire de la fondation de l'institution. Entre ses nombreux enregistrements en concert pour diverses radios, il est  invité par José Luis García del Busto (secrétaire de l'Académie royales de Beaux-Arts de San Fernando) pour jouer un programme consacré aux pianistes espagnols, à interpréter des œuvres de Soler (Sonate en ut majeur), Chopin (Andante spianato), Granados (Mazurka), Turina, Ravel (Oiseaux tristes) et Villa-Lobos (« O polichinelo » extrait de Prole do Bebê), lors du 50e anniversaire de Radio Clásica de la RNE.
Antonio Soria se produit en récitals et en concerts comme soliste, en Espagne, et dans le reste de l'Europe : au Portugal, en Pologne, en Italie, au Danemark, en Bulgarie, en Allemagne, en Autriche, en Suède, en Macédoine, en Norvège, en Russie et en France ; de l'autre côté de l'Atlantique au Mexique, aux États-Unis, au Brésil, mais également en Égypte et en Turquie. Il a collaboré avec des ensembles tels que l'Orchestre de chambre du Kremlin de Moscou, sous la direction de Misha Rachlevnsky, l'Orchestre de chambre Leos Janaceck, Camerata Mediterranea, Sofia Soloists Chamber Orchestra, l'Orchestre symphonique du Mexique (dans l'Églogue, op. 10 de Gerald Finzi), l'Orchestre de chambre de Toulouse, et bien d'autres… et a joué sous la direction de Guerassim Voronkov, Plamen Djouroff, Velizar Genchev (en Bulgarie, avec notamment la Rhapsodie symphonique, op. 66 de Joaquín Turina), Robert Gutter, Jesús Medina, Daniele Giorgi, Raúl Gutiérrez, Valentin Doni, Jeffrey Silberschlag, Salvador Brotons, Johannes Rieger, Aurélien Bello di Francia, Reinhard Seehafer, Gilles Colliard et Miklos Talkas. Il s'est entre autres, produit en musique de chambre et en récitals lyriques avec Elena Obraztsova (mezzo), Ana María Sanchez (soprano), Robert Expert (contreténor), Marçal Cervera (violoncelle), Paul Meyer (clarinette) et avec Paul Badura-Skoda au piano à quatre mains. 
En Espagne, il a fait la couverture des magazines tels que Audioclásica, Ritmo, CD Compact et la critique internationale le présente comme « un magnifique continuateur de gloires du clavier comme Iturbi et De Larrocha ». « Plus que les applaudissements bien mérités, nous devons ressentir une gratitude sans limite envers le promoteur studieux et envers le chercheur et l'interprète. Turina nous vient entier et vrai, sensible et telle la raison pascalienne, avec les raisons de l'esprit et celles du cœur »,.
Il enseigne en tant que professeur de piano de la classe supérieure au conservatoire Óscar Esplá d'Alicante, depuis 1995 et au Conservatoire supérieur de musique de Castellón, depuis 1998. Il est également depuis la même année, professeur invité de divers cours internationaux d'interprétation musicale : « Cours de perfectionnement musical pour chanteurs » de Callosa d'en Sarrià (province d'Alicante), avec la participation de nombreux chanteurs, tels Elena Obraztsova, Ana Luisa Chova, Robert Expert, Miguel Zanetti, Ana María Sánchez, Salvador Seguí, etc. ; des « Cours de musique baroque de Benidorm» ; du « Cours international d'été de Denia » (dans son édition 1995, avec Victoria de los Ángeles), dans la spécialité du piano d'accompagnement et aussi comme professeur du répertoire ; depuis 2005, en tant qu'unique interprète espagnol au Festival des Arcs (en Savoie). Il est le créateur et le directeur artistique de l'Oropesa del Mar, Festival-Académie international de musique (ORFIM), entre 2003 et 2010, de la Fondation Société des concerts d'Albacete (sa ville natale) qu'il préside depuis 2000 et de « Musique à l'Université » de l'UCLM et directeur artistique et académique de l'ISLIM (ou Institut supérieur du langage musical et d'interprétation). Antonio Soria est professeur de piano au conservatoire Tomás de Torrejón et Velasco d'Albacete. 
Il est membre de jury de concours nationaux : Jeunesses musicales, de la « Ville d'Albacete » 1995-2000 ; 5e et 10e Concurso Internacional de Piano Compositores de España (ou CIPCE, à Madrid, en 2004 et 2009), un concours de piano célébrant les compositeurs espagnols ; et internationaux : lors des 22e et 23e concours Clara-Haskil (en 2007 et 2009) ; pour le 4e Concours Moritz-Moszkowski, (à Kielce, en Pologne, en 2011) ; au 8e Concours Franz Liszt (à Grottammare, en Italie, en 2015) et au 26e Concours Frédéric-Chopin de Rome (en 2016).

## Discographie
- Turina :
  - Mujeres : Mujeres españolas, La adúltera penitente, Mujeres de Sevilla (18-19 janvier 1997, Edicions Albert Moraleda) (OCLC 47267337)
  - Danzas : Tres danzas andaluzas, Danzas fantásticas, Dos danzas sobre temas populares españoles, Danzas gitanas (18-19 janvier 1997, Edicions Albert Moraleda) (OCLC 47281230)
  - Viajes : Álbum de viaje, Sanlúcar de Barrameda, Evocaciones, Viaje marítimo (21-22 janvier 1997, Edicions Albert Moraleda) (OCLC 45132131)
  - Sevilla : Rincones sevillanos, La procesión del Rocío, Sinfonía sevillana, El barrio de Santa Cruz (3-4 octobre 1997, Edicions Albert Moraleda) (OCLC 40723969)
  - Sonates : Sonata romántica, Sonata fantasía, Rincón mágico (27-28, novembre 1997, Edicions Albert Moraleda) (OCLC 46934301)
  - Recuerdos : Verbena madrileña, Recuerdos de la antigua España, Poema fantástico, Deside mi terraza, Recuerdo a mi Obdulia (avril 2000, Edicions Albert Moraleda) (OCLC 48797605)